# Molveno
Molveno – miejscowość i gmina we Włoszech, w regionie Trydent-Górna Adyga, w prowincji Trydent.
Znana miejscowość turystyczna leżąca nad północnym brzegiem jeziora Molveno, jednego z największych alpejskich, jezior polodowcowych, otoczona jest górami i lasami. W okolicy znajduje się pasmo górskie
Dolomiti di Brenta, gdzie znajdują się szlaki turystyki pieszej. Nad jeziorem ośrodki żeglarskie, windsurfingowe, kąpieliska oraz miejsca do wędkowania. Niedaleko znajdują się ośrodki narciarskie (np. Paganella).
Według danych na rok 2007 gminę zamieszkiwały 1125 osoby, 32,0 os./km².